# زاكاري فيشر
زاكاري فيشر (بالإنجليزية: Zachary Fisher)‏ هو شخصية أعمال أمريكي، ولد في 26 سبتمبر 1910 في بروكلين في الولايات المتحدة، وتوفي في 4 يونيو 1999.